# Kippträskkalven
Kippträskkalven är en sjö i Skellefteå kommun i Västerbotten och ingår i Umeälvens huvudavrinningsområde. Sjön har en area på 0,209 kvadratkilometer och ligger 282,1 meter över havet. Sjön avvattnas av vattendraget Månsträskån (Kvarnån).

## Delavrinningsområde
Kippträskkalven ingår i det delavrinningsområde (718677-167287) som SMHI kallar för Inloppet i Månsträsket. Medelhöjden är 285 meter över havet och ytan är 2,76 kvadratkilometer. Räknas de 11 avrinningsområdena uppströms in blir den ackumulerade arean 102,37 kvadratkilometer. Månsträskån (Kvarnån) som avvattnar avrinningsområdet har biflödesordning 4, vilket innebär att vattnet flödar genom totalt 4 vattendrag innan det når havet efter 183 kilometer. Avrinningsområdet består mestadels av skog (59 procent) och sankmarker (28 procent). Avrinningsområdet har 0,27 kvadratkilometer vattenytor vilket ger det en sjöprocent på 9,9 procent.